# Hydrellia prosternalis
Hydrellia prosternalis är en tvåvingeart som beskrevs av Deeming 1977. Hydrellia prosternalis ingår i släktet Hydrellia och familjen vattenflugor. Inga underarter finns listade i Catalogue of Life.